# Дуран, Марио
Марио Эдгардо Дуран Гавидия (исп. Mario Edgardo Durán Gavidia, род. 3 апреля 1983) — сальвадорский политик и бизнесмен, работает в государственной администрации с 2012 года, он был министром внутренних дел в кабинете президента Найиба Букеле, а с 1 мая 2021 года он является мэром Сан-Сальвадора.

## Биография
В 2019 году президент Найиб Букеле назначил Дурана министром внутренних дел и территориального развития и президентом Национальной комиссии по гражданской обороне. На этих постах Дуран работал во время пандемии COVID-19 и стихийных бедствий, обрушившихся на страну.
В феврале 2021 года на парламентских выборах Дуран был избран мэром Сан-Сальвадора. В декабре 2022 года объявил, что намерен выдвинуть свою кандидатуру в 2024 году. 
В марте 2024 года Дуран был избран мэром Сан-Сальвадора на второй срок.